# پاتریشیا گویجارو
پاتریشیا گویجارو (انگلیسی: Patricia Guijarro؛ زادهٔ ۱۷ مهٔ ۱۹۹۸) بازیکن فوتبال اهل اسپانیا است.
از باشگاه‌هایی که در آن بازی کرده‌است می‌توان به باشگاه فوتبال زنان بارسلونا اشاره کرد.
وی همچنین در تیم‌های ملی فوتبال Spain women's national under-17 football team, Spain women's national under-19 football team, Spain women's national under-20 football team، و زنان اسپانیا بازی کرده‌است.